# Johan Fredrik Höckert
Johan Fredrik Höckert (Jönköping, 26 de agosto de 1826 – Gotemburgo, 16 de septiembre de 1866) fue un renombrado artista sueco de Jönköping conocido por sus coloridas y dramáticas pinturas al óleo que describen acontecimientos históricos. Es uno de los pintores suecos más reconocidos del siglo XIX y uno de los más relacionados con el movimiento del nacionalismo romántico sueco.
Höckert estudió en la Real Academia Sueca de las Artes desde 1844 hasta 1845, y en la Real Academia de Bellas artes de Múnich desde 1846 hasta 1849. Durante el verano de 1850, viajó por toda Laponia en el norte de Suecia. El paisaje en la zona le sirvió de inspiración para muchas de sus futuras obras.
Después de trasladarse a París en 1851, Höckert realizó la primera de sus obras que obtuvo gran éxito entre el público, el Drottning Kristina och Monaldeschi (en inglés: Queen Christina and Monaldeschi) que fue premiado con mención de honor en el Salón de París de 1853. Con el pasar de los años, su fama iba en aumento, en 1855, con el Gudstjänst i Lövmokks fjällkapell (en inglés: Worship service in Lövmokk's fell chapel) que fue expuesto en la Exposición Universal de París de 1855 y más tarde fue comprado por el rey Napoleón III de Francia. En aquella época, Höckert fue reconocido como uno de los pintores más importante de Suecia.
Su éxito continuó e hizo varias pinturas populares durante los siguientes años. En 1864 fue contratado como profesor en la Real Academia Sueca de las Artes. En esa época, Höckert trabajaba en la pintura Slottsbranden i Stockolm den 7 maj 1697 (inglés: Castle fire in Stockolm on 7 Maj 1697), la cual fue expuesta en la Feria de artes de Escandinavia de 1866 en Estocolmo. Esta obra está actualmente considerada como una de las pinturas más importantes de Suecia. Höckert murió poco después, el 16 de septiembre de 1866, tras varios años de continuas enfermedades.

## Primeros años

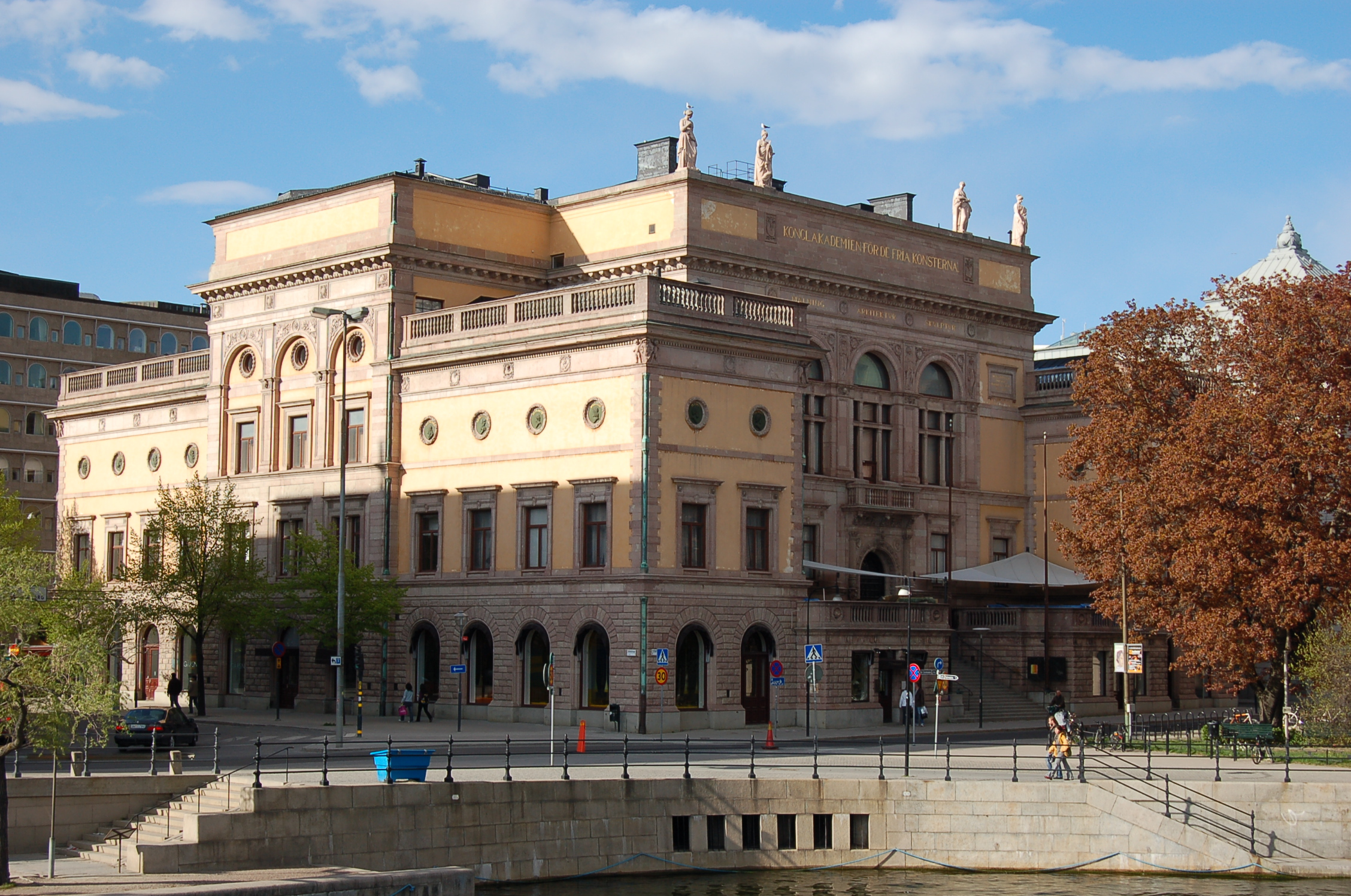
Höckert estudió en la Real Academia Sueca de las Artes, y más tarde pasó a ser profesor de la misma.

Nació el 26 de agosto de 1826 en Jönköping, Suecia, sus padres fueron Gustaf Adolf Höckert y Sofía Elisabet Melinon.  A la edad de 12 años recibió lecciones de dibujo del profesor J. J. Ringdahl. Ringdahl sospechó de inmediato que el joven "nunca se convertiría en cualquier otra cosa que artista". Durante sus años escolares, Höckert se hizo amigo del pintor sueco Johan Christoffer Boklund, ambos se conocieron por casualidad. Esta amistad impulsó a Höckert a dejar sus estudios escolares normales para estudiar en la Real Academia Sueca de las Artes, donde Boklund era profesor. Estudió en la escuela, ubicada en Estocolmo, de 1844 hasta 1845.
Durante su último año en la academia, Höckert realizó una gira de estudios a través de Suecia, principalmente en Jönköping. En 1846, después de graduarse, Höckert viajó con Boklund a Múnich para perfeccionarse en la Academia de Bellas Artes de Múnich. Durante tres años estudió allí con intensidad, analizando la pintura de figura y las pinturas de género. Su primera pintura al óleo, Två banditer, som dela rofvet (en inglés: Two bandits, who shared the booty), fue enviado a Suecia y ofrecido a Konstförening (en inglés: La Asociación de Arte), pero no lo compraron.
Después de completar sus estudios en Múnich en 1849, Höckert regresó a Suecia en 1850. Durante el verano de aquel año, realizó un extenso viaje atravesando Laponia, en la zona norte de Suecia. Höckert escogió Laponia porque había leído las animadas descripciones botánicas que Nils Johan Andersson había hecho sobre la naturaleza y los habitantes de la región.

## Carrera
Mientras estudiaba en Múnich, Höckert descubrió su pasión por la pintura histórica. Viajó a París en 1851, y a su vuelta trajo con sigo varios croquis con descripciones de acontecimientos importantes en la historia sueca de los dos siglos anteriores. Mientras vivió en París, Höckert realizó la primera de sus pinturas que capto la atención de muchas personas. La llamó Drottning Kristina och Monaldeschi (en inglés: Queen Christina and Monaldeschi), y retrató a la reina Cristina de Suecia mientras ordena a sus soldados asesinar a Gian Rinaldo Monaldeschi en Fontainebleau en 1657. La pintura fue premiada con una mención de honor en el Salón de París en 1853. Höckert hizo una breve visita a Suecia en 1854 para mostrar su pintura. Fue elogiado por muchos y se le concedió el título honorable de agré por la Real Academia Sueca de las Artes. La Academia le concedió una beca de viaje, gracias a la cual regresó a París a finales de 1854.

Rättvikskulla vid spisen, 1860

A pesar de que Drottning Kristina och Monaldeschi fuese popular, Höckert aumentó su fama en 1855 con su pintura Gudstjänst i Lövmokks fjällkapell (en inglés: Worship service in Lövmokk's fell chapel). Se inspiró en un croquis que Höckert había hecho mientras viajaba en Laponia e hizo el dibujo pensando en él. La pintura fue exhibida en la exposición mundial de París de 1855 y fue premiado con una medalla de oro. Los críticos franceses la describieron como una pieza de arte francés, comentando que Höckert estaba probablemente influido por Eugène Delacroix y Thomas Couture. La pintura fue comprada por Napoleón III de Francia y fue colocada en el museo de arte en Lille. Su ubicación actual es el Museo Nacional de Artes en Suecia. En esta época, Höckert fue reconocido como una de las figuras artísticas más importante de Suecia.
La inspiración para muchas de las pinturas Höckert realizadas en París provino sus viajes iniciales en Laponia, incluyendo Gudstjänst i Lövmokks fjällkapell (1855), Scen från Lappmarken (1856), y Det inre af en lappkåta (1857). Mientras pintaba Gudstjänt i Lövmokks fjällkapell, el cual describía a la madre Laponia durante un servicio de adoración en Lövmokk, Höckert contrató una mujer italiana llamada Luisiella como su modelo. Cayó enamorado de ella, pero falleció en sus brazos durante una de sus sesiones de pintura. Este hecho se convirtió más tarde en la inspiración para el boceto al óleo Luisiellas död (en inglés: Luisiella's death).
En 1856 viajó a Holanda para estudiar al pintor Rembrandt. Regresó a París el mismo año e hizo otra pintura famosa: Det inre af en lappkåta (en inglés: The inside of a goahti). Esta pintura describe una madre laponiana acariciando a su hijo en su casa goahti. Fue premiada con una mención de honor en el Salón de París en 1857, y comprada por el gobierno sueco para ser exhibida en el Museo Nacional de Bellas artes de Estocolmo. En 1862, fue expuesto en la feria mundial de Londres.

### Regreso a Suecia
Después de dejar París y viajar por Bélgica, Holanda e Inglaterra, Höckert regresó a Suecia en 1857. Pronto paso a ser vice-profesor en la Real Academia sueca de las Artes, e inició la obra pictórica titulada: Brudfärd på Hornavan. Hizo esta pintura, describiendo el lago Hornavan en Laponia, en un estilo diferente que él solía hacer. Presenta tonos más brillantes que sus pinturas anteriores, y describe un paisaje más abierto. Brudfärd på Hornavan fue terminado en 1858.

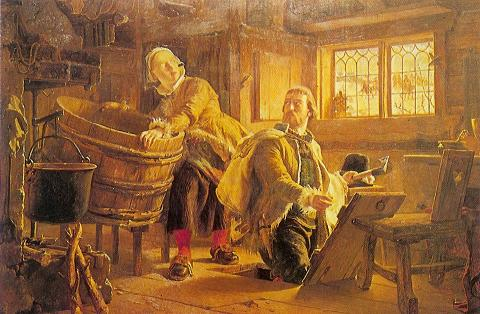
Gustav Vasa och Tomt Margit, 1860, inspirado en el escenario de Dalarna

Höckert empezó a viajar a través de Dalecarlia más tarde en 1958 y mejorando sus estudios. Mientras viajaba en esta parte de Suecia, Höckert utilizó vistas de esta región como inspiración para sus pinturas, incluyendo Gustav Vasa och Tomt Margit, la cual se exhibe actualmente en Utmelandsmonumentet en Mora, Dalecarlia Otras pinturas exhibidas en Dalecarnia incluyen: Kulla med psalmbok (1859–60), Höskörd vid Siljan, Rättvikskulla vid spiseln (1862), y Gudmors besök (1865).

### Últimos años de su carrera y muerte
Höckert dejó Suecia en 1861 y visitó España, Italia, y África del norte. Al año siguiente, participó en la feria mundial de Londres como jurado en la sección de artistas suecos. Regresó a su país en 1862, siendo contratado como director de arte en la Ópera Real de Estocolmo en 1863, y se convirtió en profesor en la Real Academia sueca de las Artes en 1864. Durante aquella época, terminó su pintura Bellman i Sergels atelier. De 1864 a 1865, Höckert también proporcionó ilustraciones (y caricaturas políticas) para la revista nuevamente establecida Ny illustrerad tidning.

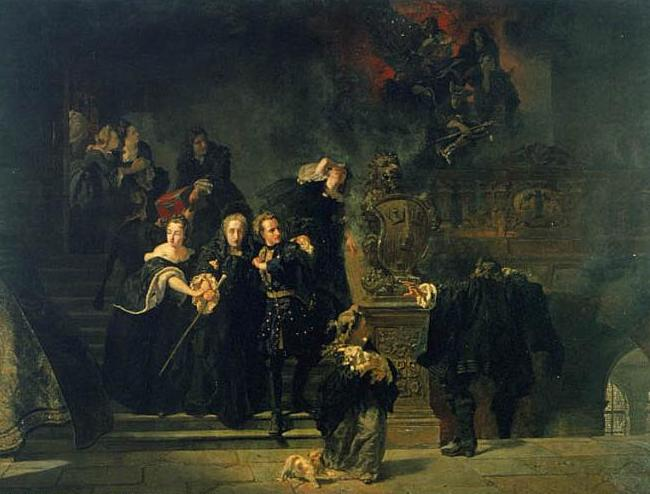
Slottsbranden i Stockolm den 7 maj 1697, 1866, una de las pinturas más famosas de Höckert.

En 1863, recibió un encargo del Castillo Trolleholm para realizar una gran pintura (Slottsbranden i Stockolm den 7 maj 1697) describiendo el incendio que destruyó el castillo Tre Kronor en 1697. La pintura era enorme y el tiempo que pasó, y Höckert hizo una rotura de él mientras hacia un viaje a Hälsingland en 1865. Durante este viaje, hizo varios bosquejos para pinturas que planeaba hacer.
Cuándo Höckert regresó de su viaje, la cuenta del Castillo Trolleholm ya no quiso la pintura. Como resultado, Höckert realizó un gran esfuerzo para terminarla en un plazo de tiempo corto y enviarla a la feria escandinava de arte de 1866 en Estocolmo. La pintura fue expuesta y, a pesar de que estaba inacabada, causó una gran impresión. El jurado de la feria otorgó a Höckert una de las seis medallas de oro. Slottsbranden i Stockolm den 7 maj 1697 es actualmente considerada como una de las pinturas más importantes de Suecia. La pintura fue más tarde exhibida en París y Filadelfia en 1867, antes de ser comprados por los herederos de Höckert en 1883 y llevado a su actual residencia en el Museo Nacional de Estocolmo en Suecia.
Durante la década de 1860, Höckert experimentó problemas de salud. Pasó el verano de 1866 en Marstrand, y mientras regresaba a su casa a Estocolmo, tuvo que detenerse en Gotenburgo debido a su enfermedad, de la cual falleció en esa misma ciudad el 16 de septiembre de 1866. Tras su muerte, se convirtió en uno de los pintores más famosos del siglo XIX en Suecia, y en uno de los pintores más asociados con el romanticismo nacional sueco. Los autores de Nordisk familjebok escribieron que la obra de Höckert ha influido muchos artistas suecos desde entonces.